# 藤原輔尹
藤原 輔尹（ふじわら の すけただ、生年不詳 - 寛仁5年（1021年））は、平安時代中期の貴族・歌人。藤原南家巨勢麻呂流、大和守・藤原興方の子。大納言・藤原懐忠の養子。官位は従四位下・木工頭。

## 経歴
文章生から文章得業生を経て、花山朝初頭の永観2年（984年）大学助の官職にあった。
一条朝前期に蔵人式部丞に補される一方で、藤原道兼の家人も務める。正暦4年（993年）道兼から命ぜられて、右近衛大将の辞任を請う文書を輔尹が上表した。六位の官人が上表を行うことは異例として藤原行成から咎められると、輔尹は「道兼には然るべき子息や婿がいないため、家人である輔尹が上表差し上げた」旨を回答している。
長徳の変を経て藤原道長執政期に入ると、長徳4年（998年）ごろ伊賀守として受領となる。のち、長保3年（1001年）右少弁、寛弘元年（1004年）左少弁と10年ほどに亘って弁官を務めた。
寛弘6年（1009年）にはかつて父の興方も務めた大和守に任ぜられ、再び受領に転じる。長和元年（1012年）国司の任期満了を控え、大和国の百姓が輔尹の任期延長を訴え出るが、延長は認められなかった。
後一条朝の寛仁4年（1020年）ごろ木工頭を務め、位階は従四位下に至る。寛仁5年（1021年）卒去。

## 人物
勅撰歌人として、『後拾遺和歌集』（1首）以下の勅撰和歌集に6首の和歌作品が採録されている。歌集に『輔尹集』がある。藤原実方・能因などの歌人と交流があった。
漢詩人でもあり、『本朝麗藻』『和漢兼作集』などに漢詩作品が残っている。

## 官歴
- 時期不詳：文章生[5]。文章得業生[6]
- 永観2年（984年） 日付不詳：大学助[7]
- 正暦4年（993年） 2月28日：見蔵人式部丞[8]
- 長徳4年（998年） 日付不詳：見伊賀守[9]
- 長保3年（1001年）日付不詳：右少弁[10]
- 寛弘元年（1004年）日付不詳：左少弁[10]
- 寛弘6年（1009年）3月4日：大和守、元左少弁[8]
- 長和元年（1012年）6月8日：見大和守正五位下[11]
- 時期不詳：従四位下[5]
- 寛仁4年（1020年） 8月18日：見木工頭[12]
- 寛仁5年（1021年） 日付不詳：卒去[3]

## 系譜
『尊卑分脈』による。
- 養父：藤原懐忠
- 父：藤原興方
- 母：不詳
- 生母不詳の子女
  - 男子：藤原仲康
  - 男子：藤原資康
  - 男子：良基